# Chine : Intrigue dans la Cité interdite
Chine : Intrigue dans la Cité interdite est un jeu vidéo d'aventure développé par Cryo Interactive, sorti en 1998 sous Windows et sur PlayStation.

## Synopsis
L'intrigue de Chine se passe dans la Cité interdite à Pékin. En 1775, alors qu'il vient d'être nommé surintendant, Anjing est chargé par l'empereur Quianlong d'enquêter sur le meurtre d'un chef eunuque, Wang. Il apparaît vite que le-dit chef eunuque avait auparavant travaillé pour l'impératrice douairière qui apprend au héros que Wang avait de nombreux talents, notamment en mécanique. C'est par le biais d'ingénieux mécanismes cachés dans la cité que Wang a laissé plusieurs confessions écrites mettant au jour un vaste complot.
Anjing apprend tout d'abord que la victime était impliquée dans une copie d'œuvres et surtout de sceaux royaux, citant dans sa confession son adjoint, le chef eunuque Ma qui le remplace à présent dans ses fonctions. Cependant, Ma est assassiné avant qu'Anjing n'ait pu l'interroger. Son enquête le dirige alors vers le chef eunuque Wen qui travaille dans la salle du palais renfermant les sceaux royaux. Alors qu'il découvre des preuves accablantes dans le bureau de Wen, le surintendant se retrouve littéralement avec le cadavre de son suspect sur les bras. En expirant, ce dernier dénonce le directeur Li du bureau des placets impériaux.
Anjing part à la recherche de Li dont la piste mène aux jardins impériaux. À son arrivée sur les lieux, il voit un eunuque effrayé fuir une grotte : le cadavre du directeur se trouve à l'intérieur. Il porte sur lui une liste : « Wang ; Ma ; Wen ; Jin Cao » : les trois premiers noms sont rayés, et Anjing décide de rechercher Jin Cao qui est visiblement lié au complot. Il apprend que ce dernier est le chef eunuque de la quatrième concubine de l'empereur, et qu'il s'est rendu dans les bureaux de la Maison impériale (où travaille Anjing). À son arrivée, le surintendant tombe sur Jin Cao, mourant et en plein délire, le confondant avec le surintendant Da et mentionnant sa maîtresse.
Après une enquête dans les appartements de celle-ci, Anjing découvre que la concubine est liée au complot dont le but est d'installer son fils sur le trône, après avoir assassiné l'empereur. Qui plus est, les faux documents mettent en place la régence du surintendant Da. Après un interrogatoire musclé, Anjing désamorce le piège visant à tuer Quianlong et est promu. Da est emprisonné et se suicide, la concubine s'exile dans un monastère et son fils n'est pas inquiété.

## Système de jeu
Chine présente une vision à 360° depuis des points fixes. Le joueur peut se déplacer grâce à la souris lorsque le curseur se transforme en main. Il peut également dialoguer avec les différents personnages en cliquant dessus lorsque le curseur se transforme en bouche mais ne peut intervenir pendant les dialogues. On accède à l'inventaire en appuyant sur la barre d'espace, et le joueur peut faire interagir ses objets avec le décor dans des circonstances particulières.
Le joueur peut également retrouver un résumé de ses actes passés en cliquant sur l'icône « minutes » et accéder à une carte de la Cité interdite qui permet d'aller instantanément au lieu désiré.

## Visite et encyclopédie
Chine bénéficie d'un mode visite qui permet de se déplacer dans la Cité interdite sans les contraintes présentes dans le jeu (il n'y a pas besoin de mandat pour accéder aux jardins impériaux et au palais des concubines). C'est également le seul mode où l'on peut accéder au Palais de la Nourriture de l'Esprit (Palais de l'empereur Quianlong). En déplaçant le curseur, les légendes de ce que l'on survole apparaissent à l'écran (comme le nom des palais par exemple). Lorsque le curseur se transforme en point d'interrogation, le joueur peut accéder à la page correspondante dans l'encyclopédie.
Le jeu présente en effet une encyclopédie proposant huit thèmes différents : Civilisation, Théâtre du pouvoir, Vie quotidienne, Arts et lettre, Sciences, Architecture, Personnages et Lieux. Ces thèmes donnent accès à un grand nombre de fiches comprenant une image et un court texte doté de liens hypertextes vers d'autres fiches.

## Bande Originale
La bande originale de Chine : Intrigue dans la Cité Interdite a été composée par Pierre Estève.

## Accueil
- Adventure Gamers : 3,5/5[1]